# Meißner SV 08
Der Meißner SV 08 ist ein deutscher Sportverein aus Meißen in Sachsen. Heimstätte des Mehrspartenvereins ist das Stadion am Heiligen Grund im Stadtteil Niederfähre.

## Verein (Fußball)

Historisches Logo der TSG Meißen

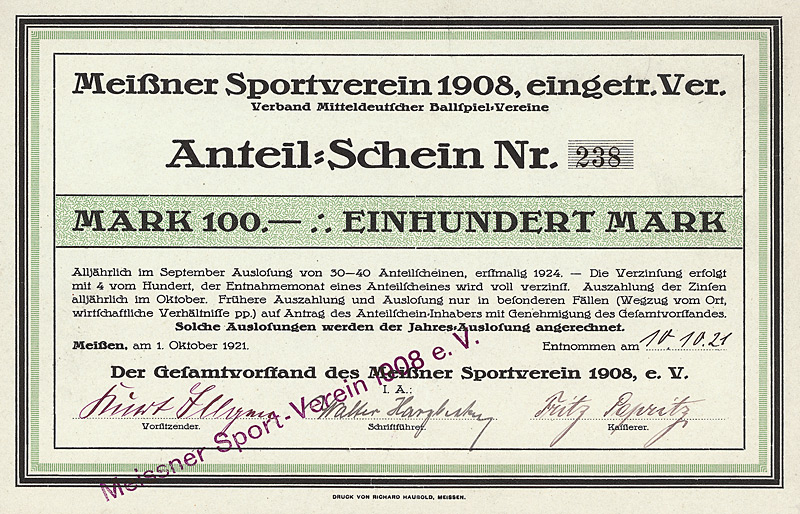
Anteilschein über 100 Mark vom Meißner Sportverein 1908 e. V. vom 1. Oktober 1921

Der Meißner SV wurde am 8. Oktober 1908 als FC Meißen 08 gegründet. Bereits 1909 fusionierte der FC Meißen mit dem Athletenklub Germania Meißen zum Meißner SV 08. Sportlich konnten sich die Sachsen bis 1945 nicht für die Gauliga qualifizieren, welches unter anderem mit der Verpflichtung des deutschen Nationalspielers Willy Ascherl angestrebt wurde. 1933 erfolgte eine von den Nationalsozialisten erzwungene Fusion mit GutsMuts Meißen zum Meißner Ballspielverein.
Nach dem Zweiten Weltkrieg wurde der Verein aufgelöst und als ATSG Meißen neu gegründet. In der Folgezeit standen dem Verein weitere Umbenennungen bevor.
1946: ZSG der VEB Meißen
1949: BSG Keramik Meißen (1. Juli 1949)
1950: BSG Chemie Meißen (1. August 1950)
Die ZSG Meißen nahm an den sächsischen Qualifikationsspielen für die Fußball-Ostzonenmeisterschaft 1948 teil, scheiterte aber an Horch Zwickau. Auch der Aufstieg in die neu geschaffene DDR-Liga wurde 1949 nach einer 0:5-Niederlage gegen die BSG Erich Zeigner Leipzig verpasst. Mit dem Einstieg des ortsansässigen Plattenwerkes als Trägerbetrieb spielten die Ostsachsen ab 1955 als BSG Aufbau Meißen. Aufbau Meißen schaffte 1957 gemeinsam mit Dynamo Dresden und Stahl Freital den Aufstieg in die II. DDR-Liga. Der damals dritthöchsten ostdeutschen Spielklasse gehörte Meißen bis 1960 insgesamt drei Spielzeiten an. 1962 gewann Meißen noch einmal die Meisterschaft der Bezirksliga Dresden, konnte sich aber in den Aufstiegsspielen gegen Lokomotive Zittau nicht durchsetzen. Bis Ende der 1980er Jahre agierte die seit 1964 wieder umbenannte TSG Meißen auf regionaler Ebene des Bezirkes Dresden.
Nach der Saison 1988/89 spielte die zweite Mannschaft von Dynamo Dresden unter dem Namen TSG Meißen in der NOFV-Liga weiter. Die bisherige erste Mannschaft der TSG, die 1988 aus der Bezirksklasse in die -liga aufgestiegen war, trat dadurch vorübergehend als TSG Meißen II. in Erscheinung. Der wieder in FC Meißen umbenannte Verein wurde nach der Auflösung der zweithöchsten Spielklasse der DDR in die Oberliga Nordost integriert. In der Oberliga spielten die Sachsen bis 1997 insgesamt sechs Spielzeiten. Nach einer zwischenzeitlich erfolgten Fusion mit dem SV Blau-Weiß Meißen spielt der Verein seit 1995 wieder unter dem Namen Meißner SV 08. Im Anschluss verschwand der MSV 08 recht schnell aus dem höherklassigen Fußball. Nach zwei Spielzeiten in der Landesliga Sachsen stieg der MSV im Jahr 1999 in die Bezirksliga Dresden ab.
In der Saison 2009/10 musste der Meißner Sportverein 08 mit Neutrainer Horst Rau absteigen. Sie landeten auf Platz 14 von 16 Mannschaften. Ab 2010 spielten sie damit in der Bezirksklasse Dresden Staffel 4. Meißen schaffte sofort den Wiederaufstieg und spielte 2013/14 in der Bezirksliga Mitte. Seit 2014 spielt der Verein in der sächsischen Landesklasse Mitte (7. Liga).

## Statistik
- Teilnahme II. DDR-Liga: 1958,  1959, 1960
- Teilnahme NOFV-Liga: 1989/90, 1990/91
- Teilnahme Oberliga Nordost: 1991/92 bis 1996/97
- Ewige Tabelle der DDR-Liga: Rang 111

## Personen
- Willy Ascherl
- Rico Freimuth
- Rico Glaubitz
- Matthias Müller
- Hans-Ulrich Thomale
- Horst Rau
- Jörg Prasse
- Udo Schmuck